# Владимир Грашнов
Владимир Грашнов е български бизнесмен. Бивш собственик на Мобилтел и президент на ПФК Левски (София). Консултант на различни чуждестранни фирми по проекти, свързани с енергетиката, строителството, телекомуникациите.

## Биография
Владимир Грашнов е роден на 24 ноември 1952 г. в София. Син на бившия строителен министър Марин Грашнов. Завършва столичния Технически университет, специалност Технология на машиностроенето. В средата на 70-те години участва в строежа на Червена могила край Радомир. Работил е в Завода за тежко машиностроене – Радомир, бил е представител на Техноимпекс в Либия. Генерален представител за Източна Европа на Шотландската агенция за развитие. Умира на 9 октомври 2001 г. от левкемия.

## Бизнес
В частния бизнес влиза още през 1987 г.
Грашнов влиза в управата на Мобилтел през 1997 г., след като бившият собственик Красимир Стойчев продава GSM-оператора на Майкъл Чорни. Преди това има обща фирма с италианци, занимават се с преработка и износ на земеделски стоки, транспорт, туризъм. Грашнов е председател на борда на директорите и изпълнителен директор на Мобилтел до началото на 2001 г., когато компанията е купена от израелския бизнесмен Лев Леваев.
Грашнов е председател на съвета на директорите на дружеството, издаващо в. „Стандарт“.
Заедно със съпругата си Лора Виденлиева има консултантски бизнес в Южна Африка.

## Спонсорство
През 1998 г. Мобилтел става спонсор на ПФК Левски (София) срещу 200 000 германски марки годишно. В края на годината бизнесменът изкупува акциите на тогавашния собственик Томас Лафчис. Изпълнителен директор става голмайстор номер 1 в историята на клуба - Наско Сираков, а за треньор е назначен Люпко Петрович. Също така е завършен ремонтът на стадион Георги Аспарухов. През сезон 1999/00 отборът печели дубъл, а на следващия сезон отново печели титлата. След смъртта му през 2001 г. собственик става Майкъл Чорни.
Грашнов е спонсор също на Народния театър „Иван Вазов“ и на Нов драматичен театър „Сълза и смях“ 

## Семейство
Бил е женен 2 пъти – за Бранимира Антонова и Лора Виденлиева.
Има дъщеря - Мария Грашнова.